# 吉原ミィナ
吉原 ミィナ （よしはら みぃな、1987年8月27日 - ）は、日本のAV女優。

## 略歴
神奈川県出身。2008年7月に「新人×ギリモザ 新人ギリモザ」でエスワンよりAVデビュー。

## 人物
- 趣味：買物、映画鑑賞

## アダルトビデオ

### 2008年
- 新人×ギリモザ 新人ギリモザ（7月18日、エスワン）
- もしも妹が僕の彼女だったら（8月6日、エスワン）
- ギリモザ 6つのコスチュームでパコパコ!（8月19日 エスワン）
- ギリモザ 激しく淫らに欲情FUCK（9月19日 エスワン）
- ギリモザ 絶叫！ビッグマグナムFUCK（10月19日 エスワン）
- ギリモザ 愛おしい彼女と濃厚なザーメン（11月7日 エスワン）
- ギリモザ バコバコ乱交（12月7日 エスワン）

### 2009年
- まるごと4時間×ギリモザ 無限絶頂!激イカセFUCK もっと激しく、激しく突いて（1月7日 エスワン）
- 高慢ちきな女に挫折を味わせてやる。舞台でNG出したら―NG解禁（2月5日 人間考察）
- JK-FETISH2 ～生中出し乱交女子校生～（3月20日 BAZOOKA）

## テレビ
- エロ生☆パラダイス （GyaOジョッキー2008年7月29日放送分）